# 吴沧浦
吴沧浦（1932年—），男，福建晋江人，中国系统与控制工程专家、运筹学家，曾任北京工业学院教授、博士生导师。